# Serixia punctipennis
Serixia punctipennis là một loài bọ cánh cứng trong họ Cerambycidae.